# Warton with Lindeth
Warton with Lindeth var en civil parish från 1866 till 1935 då den blev en del av Warton och Silverdale, i grevskapet Lancashire, i England. Civil parish var belägen 12 km från Lancaster och hade 1 694 invånare år 1931.